# 107 (număr)
107 (o sută șapte) este numărul natural care urmează după 106 și precede pe 108.

## În matematică
- Este al 28-lea număr prim; formează o pereche de numere prime gemene cu numărul 109.[2]
- Este un prim Chen.[3]
- Este un număr prim asigurat.[4][5]
- Este un număr prim Eisenstein fără parte imaginară și partea reală de forma 3n − 1.[6]
- Pentru ecuația {\displaystyle 2^{p}-1}, valoare 107 duce la obținerea 162259276829213363391578010288127, care este un prim Mersenne.[7]
- Este un număr prim Ramanujan.[8][9]
- Este un număr mirp (sau prim reversibil), deoarece nu este palindromic și inversul său, 701, este tot număr prim.[10]
- Este un număr prim tare.[11][12]

## În știință
- Este numărul atomic al bohriului.[13]

### Astronomie
- NGC 107, o galaxie spirală, situată în constelația Balena.
- Messier 107, un roi globular din constelația Ofiucus.
- 107 Camilla, o planetă minoră (asteroid) din centura principală.
- 107P/Wilson-Harrington, o cometă descoperită de C. Shoemaker și E. Shoemaker.

## Alte domenii
O sută șapte se mai poate referi la:
- Peugeot 107, un model de mașină Peugeot.
- Regula 107%, care se aplică în cursele de Formula 1.